# Locomotiva 0-3-0

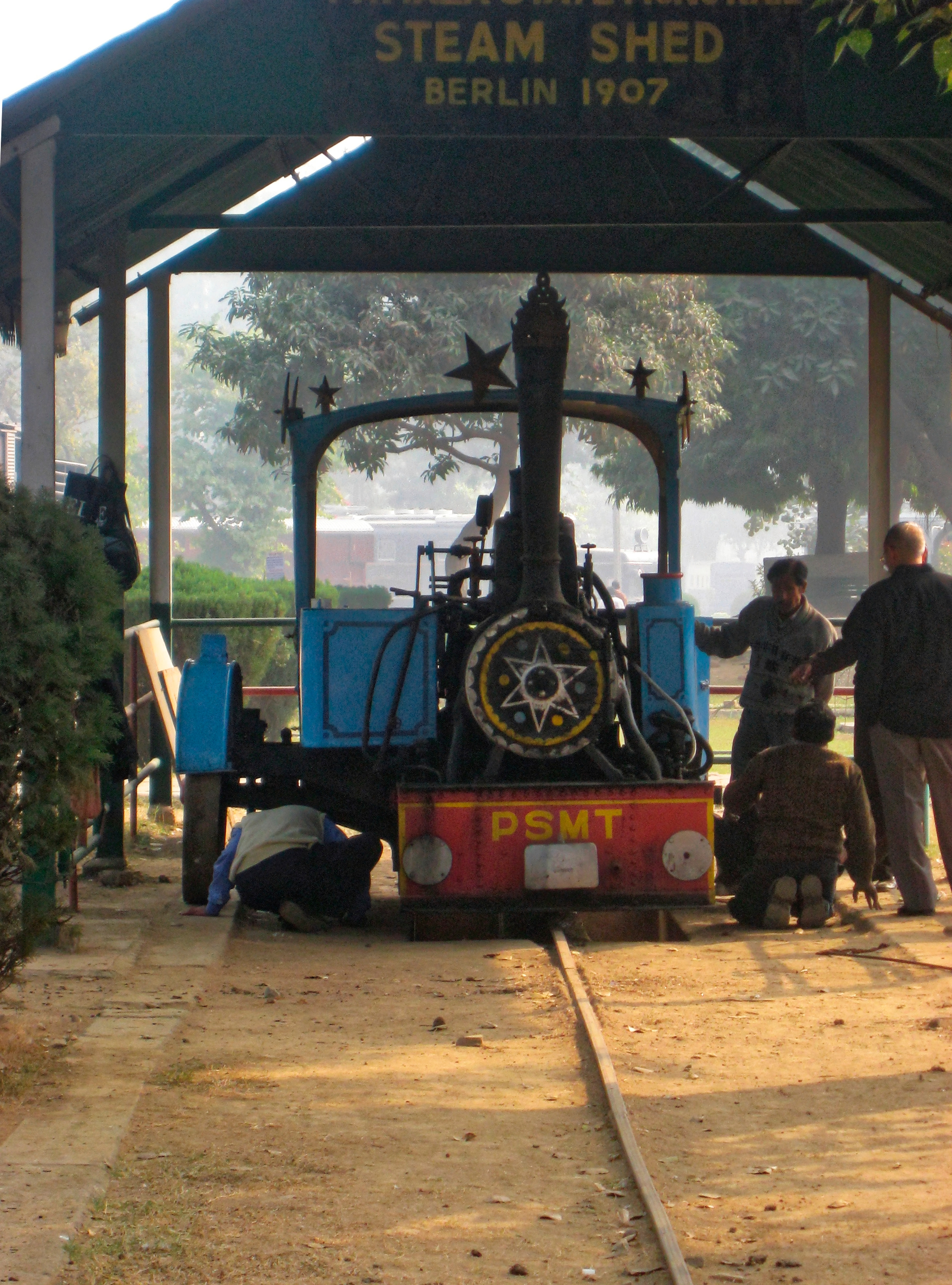
0-3-0 Patiala no Museu Nacional da Ferrovia na Índia.

Um arranjo 0-3-0 na Classificação Whyte para locomotivas a vapor é um tipo de arranjo usado em locomotivas de  monotrilho (português brasileiro) ou monocarril (português europeu) ou Sistema Larmanjat.
Quatro dessas locomotivas foram construídas em 1909 para a Patiala Monorail Trainways, uma linha de monotrilho em Patiala, Índia.
Elas possuem rodas com flanges dos dois lados, e uma roda externa do corpo da maquina que serve de apoio no solo. O construtor foi a
Orenstein & Koppel de Berlim, uma locomotiva encontra-se preservada operacional no Museu Nacional da Ferrovia na Índia, em Nova Deli.
As locomotivas usadas na Listowel & Ballybunion Railway eram também 0-3-0. Essas foram construídas pela Hunslet Engine Company, Leeds, Inglaterra.